# Pedicularis pseudosteiningeri
Pedicularis pseudosteiningeri är en snyltrotsväxtart som beskrevs av Bonati. Pedicularis pseudosteiningeri ingår i släktet spiror, och familjen snyltrotsväxter. Inga underarter finns listade i Catalogue of Life.